# Gare de Mirabeau
La gare de Mirabeau est une gare ferroviaire française de la ligne de Lyon-Perrache à Marseille-Saint-Charles (via Grenoble), située sur le territoire de la commune de Mirabeau dans le département de Vaucluse en région Provence-Alpes-Côte d'Azur.
C'est une gare fermée au service ferroviaire.

## Situation ferroviaire
Établie à 240 mètres d'altitude, la gare de Mirabeau est située au point kilométrique (PK) 359,850 de la ligne de Lyon-Perrache à Marseille-Saint-Charles (via Grenoble), entre les gares  de Corbières et de Pertuis.
Gare d'évitement, elle dispose d'une deuxième voie pour le croisement des trains.

## Patrimoine ferroviaire
La gare de Mirabeau dispose d'un bâtiment voyageurs et de deux quais encadrant les deux voies ainsi que d'un passage piétons traversant les voies qui permettait de rejoindre le quai 2. Plusieurs voies de garages aujourd'hui inutilisées se trouvent au nord du bâtiment voyageurs. Sur une de ces voies, on trouve un portique qui servait autrefois à charger ou à décharger des wagons de marchandises transportant du bois ou de la bauxite.